# Henry Doubleday
Henry Doubleday (Epping, 1º luglio 1808 – 29 giugno 1875) è stato un entomologo e ornitologo britannico.
Era il figlio più grande di Benjamin Doubleday e di sua moglie Mary, negozianti quaccheri di Epping, nell'Essex. Insieme a suo fratello Edward Doubleday trascorse l'infanzia collezionando reperti animali e vegetali nella foresta di Epping.
Fu l'autore del primo catalogo di farfalle e falene britanniche, Synonymic List of the British Lepidoptera (1847–1850).

Descrisse un gran numero di nuove specie di falene, tra cui Eilema pygmaeolum (Doubleday, 1847) (fam. Erebidae), Xestia ashworthii (Doubleday, 1855) (fam. Noctuidae) e Hypenodes humidalis Doubleday, 1850 (fam. Noctuidae).
La sua collezione di falene è conservata intatta al Museo di Storia Naturale di Londra.